# Hebestola nebulosa
Hebestola nebulosa är en skalbaggsart som beskrevs av Samuel Stehman Haldeman 1847. Hebestola nebulosa ingår i släktet Hebestola och familjen långhorningar. Inga underarter finns listade i Catalogue of Life.